# Agathe Monpays
Agathe Monpays (née en 1994 à Armentières) est une dirigeante française, directrice générale de Leroy Merlin France depuis mai 2023.

## Biographie

### Parcours accadémique
Après avoir obtenu son baccalauréat, elle intègre l'IÉSEG School of Management à Lille à 17 ans. Durant son cursus, elle se spécialise en marketing, distribution et e-commerce,.

### Parcours professionnel
En 2016, après l'obtention de son diplôme, elle rejoint Leroy Merlin en tant que cheffe de secteur.
Elle évolue rapidement au sein de l'entreprise, devenant directrice de magasin à Tourcoing. En septembre 2022, à 27 ans, elle est nommée directrice générale de Leroy Merlin pour la Grèce et Chypre, supervisant huit magasins. En mai 2023, elle devient la directrice générale de Leroy Merlin France, succédant à Thomas Bouret,,.